# Kerryn McCann
Kerryn McCann, född 2 maj 1967, död 7 december 2008, var en friidrottare från Australien. Hon deltog vid olympiska sommarspelen 1996, olympiska sommarspelen 2000 och olympiska sommarspelen 2004.